# K.J. Olsson

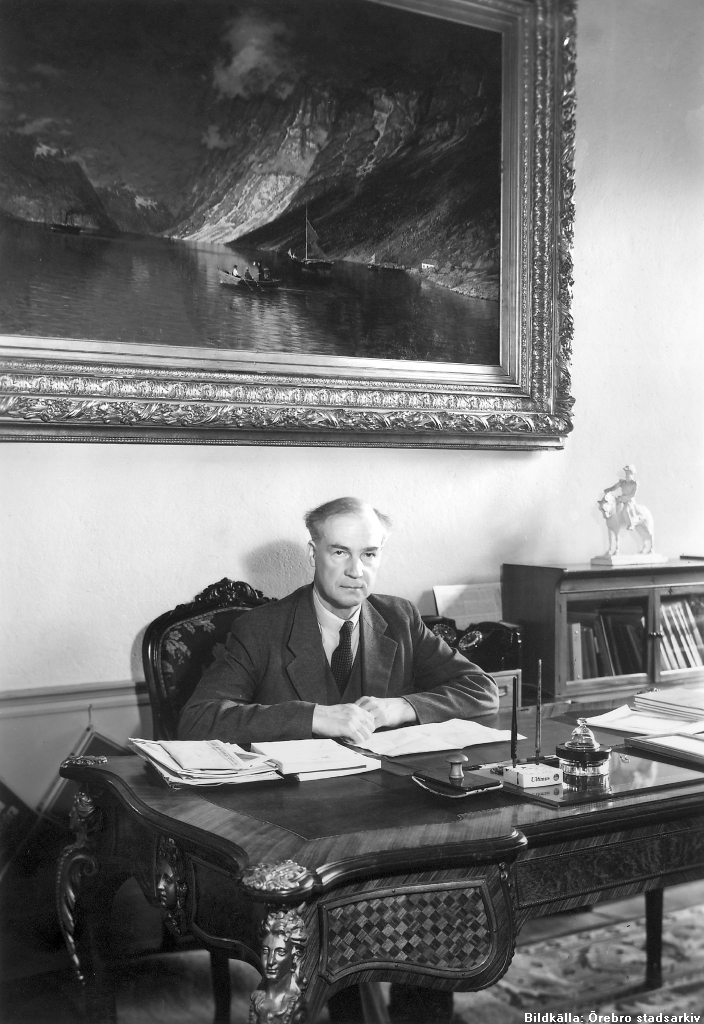
Landshövding K.J. Olsson vid sitt skrivbord på Örebro slott. 1940-tal.

Karl Johan Olsson, född 6 maj 1893 i Östmarks församling, Värmlands län, död 9 juli 1980 i Askersunds församling, var en svensk tidningsman, ämbetsman och politiker.

## Biografi
Olsson var 1934–1940 chefredaktör för Västgöta-Demokraten i Borås och 1940–1945 för Ny Tid i Göteborg. Han var riksdagsledamot 1938–1954 för socialdemokraterna i första kammaren, invald i Älvsborgs läns valkrets.
Olsson var medlem av socialdemokraternas partistyrelse 1932–1948 och var landshövding i Örebro län 1947–1960. 